# Anestesia veterinária
A anestesia veterinária é a anestesia realizados em animais por um médico veterinário. Ela é utilizada em diversas circunstâncias, devido aos animais terem a capacidade de cooperar com determinados diagnósticos ou procedimentos terapêuticos. A anestesia veterinária inclui anestesia das principais espécies: cães, gatos, cavalos, gado, ovelhas, cabras, porcos, bem como todos os outros animais que exijam cuidados veterinários, tais como pássaros, animais de estimação e animais selvagens.

## Especialização em anestesia
Na América do Norte, o Colégio Americano de Veterinária de Anestesia e Analgesia é uma das 21 organizações especialistas, reconhecidas pela Associação de Medicina Veterinária Americana O CAVAA foi reconhecido pelo AMVA, em 1975, apesar das tentativas da AMVA de incluir a anestesia como uma subespecialidade de cirurgia ou medicamento. Existem mais de 250 Diplomados do CAVAA, número estimado em 2016. Para se tornar um Diplomata credenciado da  CAVAA, os médicos veterinários devem ter pelo menos um ano de experiência na prática clínica, seguidos de três anos de residência em formação de anestesia sob a supervisão dos diplomados da CAVAA, ter publicado um artigo de investigação científica revisada por pares, além de ser aprovado em um exame escrito e oral.
No Brasil, o Médico Veterinário pode se tornar um anestesiologista veterinário fazendo um curso de especialização ou pós graduação em anestesiologia veterinária. Existe ainda a opção da especialização com MBA em anestesiologia veterinária. Em geral o curso pode ser concluído em 18 a 24 meses e o título é emitido pelo MEC.

## Técnico anestesista
É aconselhado, por segurança, que o procedimento seja ser supervisionado por um profissional qualificado ou um técnico. Na maioria dos consultórios veterinários privados o técnico administra e monitora a anestesia com supervisão do veterinário. Em muitas instituições acadêmicas de anestesia, os técnicos estão envolvidos no trabalho com o ensino de estudantes de veterinária, bem como supervisores. A Academia Técnica de Veterinário Anestesista é uma especialidade provida pela Associação Norte-Americana Técnico Veterinário sendo responsável pelo licenciamento técnico e especialização em anestesia. Para um técnico para se tornar especializado, deve ter um licenciamento em seu estado, acumular 6000 horas de trabalho em medicina veterinária (pelo menos, 75% do que deve ser em anestesia), 40 horas de formação contínua relacionadas com a anestesia, demonstrar proficiência em habilidades anestesia, e passar em um abrangente exame escrito.

## Aplicação em animais

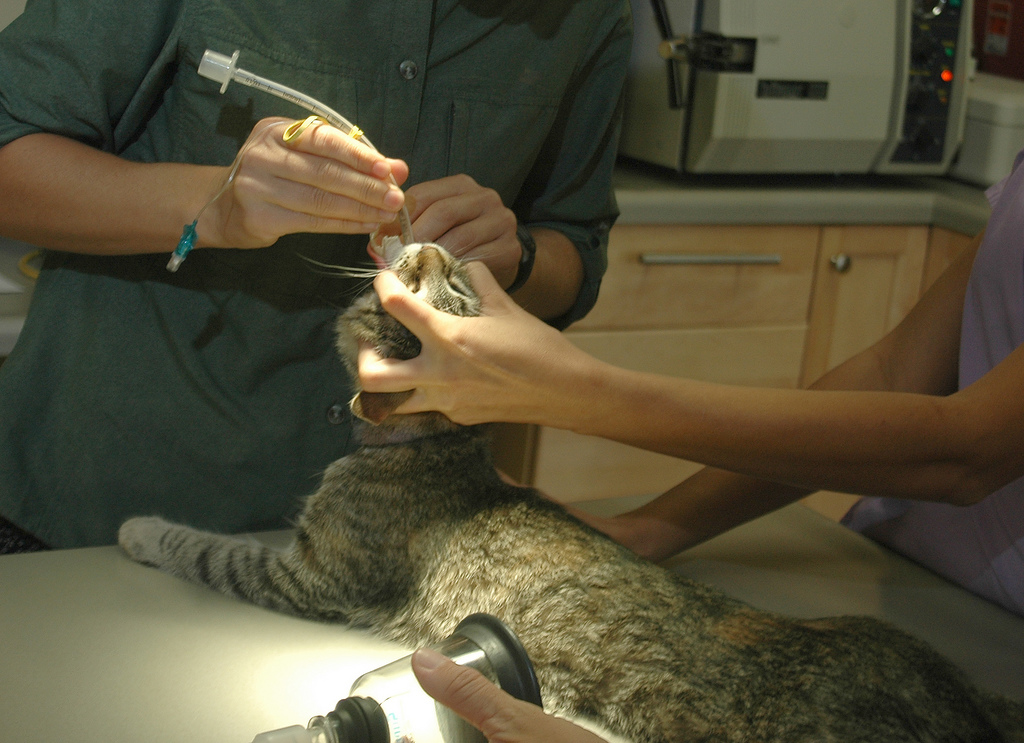
gato entubado

A anestesia é necessária em muitos procedimentos cirúrgicos que requerem que o paciente esteja imóvel e sem sentir dor. Além disso, a anestesia tem como objetivo minimizar a resposta do estresse cirúrgico. Alguns procedimentos requerem anestesia como a de estômago, vias aérea, endoscopia, medula óssea e ocasionalmente, ultrassom. Animais agressivos podem exigir anestesia, a fim de manipular e realizar um exame físico ou obter sangue para o teste. Animais exóticos, muitas vezes, necessitam de anestesia para procedimentos simples (como tirar uma radiografia ou a colocação do cateter), devido à falta de domesticidade. Os animais podem exigir anestesia para procedimentos terapêuticos, tais como cateterismo urinário .
Além da anestesia, analgesia é muitas vezes sugeridos por anestesiologistas.

## Técnicas em pequenos animais

entubação em cão

Cães e gatos são frequentemente anestesiados para procedimentos cirúrgicos. Animais de pequeno porte são mais frequentemente colocadas sob anestesia geral, devido aos tipos de procedimentos,levando em consideração o pequeno tamanho do paciente, a sua adequação para a anestesia geral e melhor manuseio. Um exemplo protocolar é a combinação de um sedativo e um opiáceos para permitir a menor inalação anestésica a ser utilizado, melhorando a estabilidade do sistema circulatório. Um ano de estudo em um hospital de ensino mostra que os cães e gatos, normalmente, tem 1 de 9 chances de complicações anestésicas e 1 em 233 de risco de morte. Numa escala maior, o estudo indica o risco de morte em cães saudáveis e gatos como 1 em 1849 e 1 em 895, respectivamente. Para os cães e gatos doentes, foi de 1 em 75 e 1 em 71, respectivamente. Para os coelhos, o risco foi de 1 em 137 e 1 em 14, respectivamente, para o saudável e o grupos de doentes.

## Técnicas em cavalos e ruminantes
Muitos procedimentos podem ser executados: num cavalo em pé com uma sedação profunda. Alguns procedimentos podem exigir anestesia geral, devido ao local da cirurgia (por exemplo, castração). Outros procedimentos em cavalos necessitam de anestesia geral, usando um inalante anestésico. Devido à sua complexa fisiologia, como o desempenho, , podem sofrer complicações que podem dificultar a anestesia. Isso resulta em cavalos um maior risco de taxa de mortalidade - cerca de 1 em 400.
A maioria dos procedimentos em ruminantes pode ser executado de pé, sob sedação e/ou anestesia local. Esta estratégia é gerenciável devido aos tipos de procedimentos a ser executada, quanto maior o tamanho da paciente, a maior dificuldade relativa de anestesia geral, e o custo do procedimento versus o valor do produto do animal.

## Animais de estimação exóticos

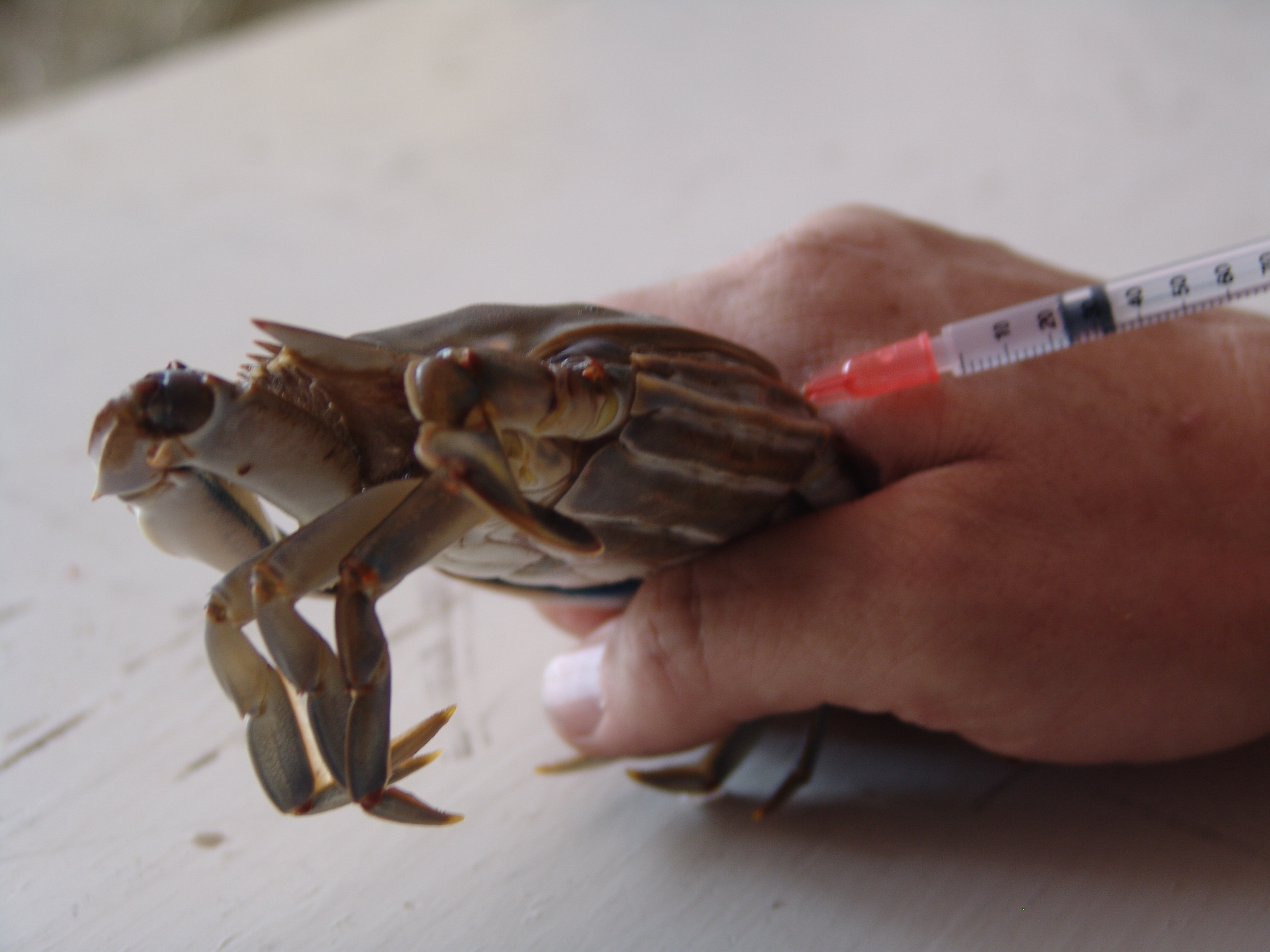
anestesia em caranguejo

A anestesia de animais exóticos (cobaias, coelhos, pássaros) é um desafio e a maior mortalidade perianestésico  nessas espécies, comparados com cães e gatos, atesta este fato. Estes animais são difíceis de anestesiar por uma série de razões: muito pouca pesquisa foi realizada em doses de medicamentos seguros e eficazes para espécies específicas ; animais de estimação exóticos muitas vezes "escondem" o fato de estarem doentes e seus proprietários podem demorar a perceber a gravidade de uma doença e se ela está muito avançada ; a anatomia única e fisiologia dos animais de estimação exóticos coloca desafios para a gestão de anestesia. Por exemplo a anatomia do sistema respiratório de aves, porcos da Guiné e répteis faz com que seja difícil para induzir e manter anestesia apenas com agentes de inalação, tais como o sevoflurano e isoflurano. Drogas injetáveis tais como sedativos ou tranquilizantes são frequentemente usados nestes doentes para facilitar a indução e manutenção da anestesia .

## Agentes anestésicos

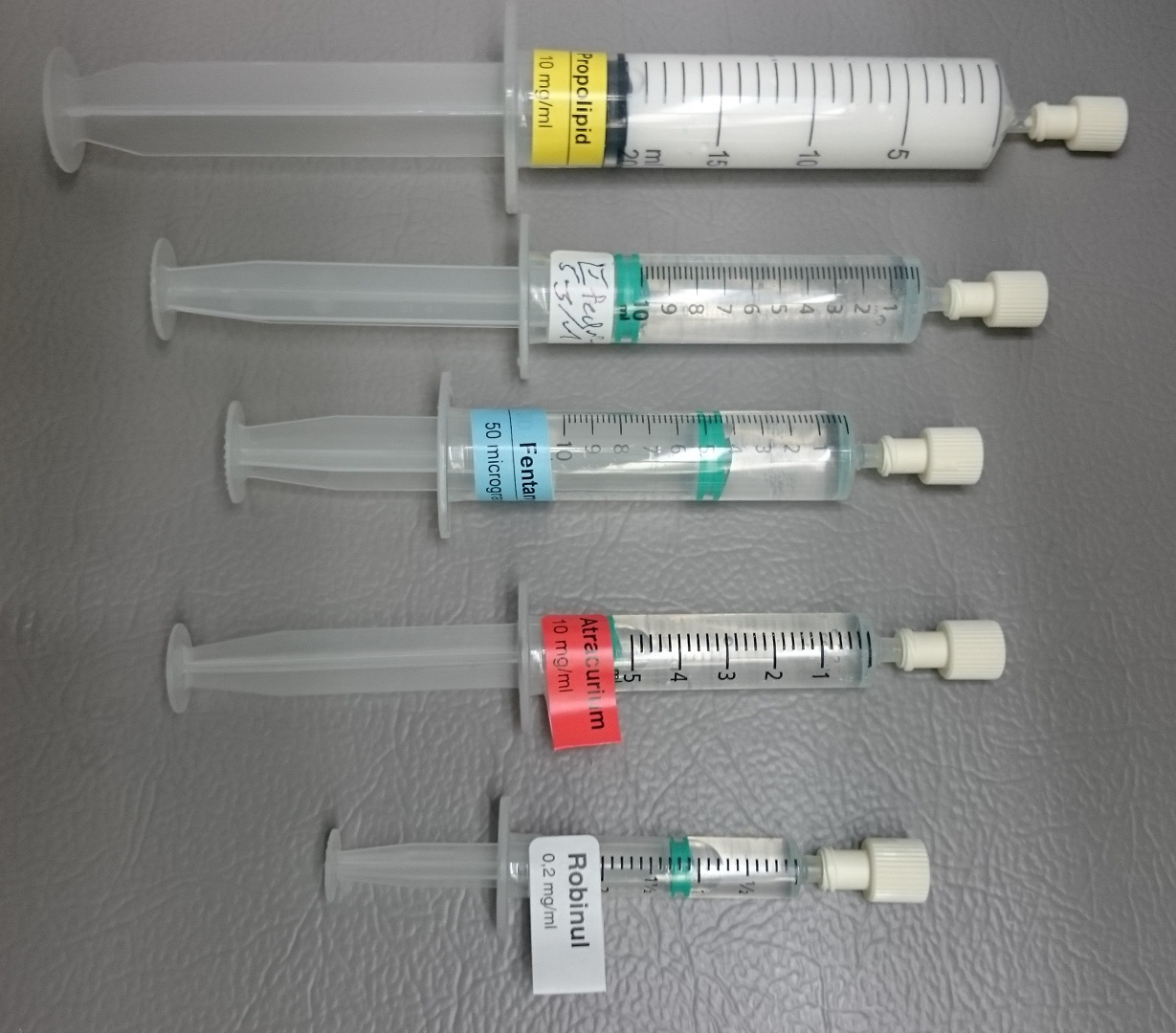
Medicamentos anestésicos

A maioria dos agentes anestésicos utilizados em medicina humana são utilizados em medicina veterinária. O Alpha-2 receptor agonista de drogas, tais como a xilazina, romifidina, detomidina, e medetomidina, são usados com frequência em espécies veterinárias (particularmente grande de animais), mas raramente são usados em pessoas. Guaifenesina é usado como um relaxante muscular antes da indução de anestesia em alguns animais. O propofol é comumente utilizada na anestesia de pequenos animais, no entanto, raramente é utilizada em animais de grande porte devido ao custo. 'Propoclear' também é comumente usado em ramos menores da cirurgia de pequenos animais, uma vez que tem uma vida útil mais longa do que o propofol, possuindo essencialmente as mesmas propriedades. Butorfanol é raramente utilizado em pessoas, mas é comumente usado em todas as espécies. Cetamina, utilizado em crianças para anestesia, é amplamente utilizado em muitas espécies para induzir a anestesia ou causar sedação profunda. Agentes caros como etomidato e desflurano são raramente usados fora dos hospitais universitários. Diferentes espécies têm diferentes respostas aos fármacos. Por exemplo, os cavalos poderão experimentar mania com morfina enquanto cães geralmente são sedados. Coelhos e porquinhos da índia são bem sedados com midazolam, podendo ocasionalmente causar agitação em cães e gatos.